# Корфу, Хаим
Хаим Корфу (ивр. חיים קורפו‎; 6 января 1921, Иерусалим, Подмандатная Палестина — 23 февраля 2015) — израильский государственный деятель, министр транспорта Израиля (1981—1988).

## Биография
Играл на позиции нападающего за футбольный клуб «Бейтар» (Иерусалим). Учился в иешиве, посещал семинары для религиозных учителей, затем вступил в Иргун. Был взрывником организации, использовал свои знания, закладывая взрывчатку в коробки с конфетами и одежду. Был причастен к убийству агентов Департамента криминальных расследований (CID) Ральфа Кэрнса и Рональда Баркера с помощью дистанционно управляемого взрывного устройства. После ареста воспользовался своими навыками, чтобы попытаться сбежать из тюрьмы в Судане, куда был интернирован.
После провозглашения Государства Израиль изучал право в Еврейском университете в Иерусалиме. Позже он получил адвокатскую лицензию, а затем стал членом городского совета Тель-Авива (1967—1969).
С 1969 по 1992 гг. избирался депутатом Кнессета 7-12-го созывов: от политического блока ГАХАЛ (1969—1974), от партии «Ликуд» (1974—1992). В 1987 г. он проголосовал за законопроект о предоставлении амнистии еврейским узникам подполья.
В 1981—1988 годах — министр транспорта Израиля, проводил политику, направленную на развитие железных дорог и портовых сооружений. На этом посту в 1986 г. был приглашен на заседание Транспортной конвенции в Марокко, став, таким образом, первым израильским членом кабинета, посетившим конференцию в арабской стране, не считая Египта.
В апреле 1992 года покинул состав Кнессета, чтобы возглавить компанию Israeli Airports Authority, председателем которой он был до 1996 г.
Похоронен на Хар ха-Менухот в Иерусалиме.